# Николаенко, Владимир Миронович
Владимир Миронович Николаенко (1920—1944) — участник Великой Отечественной войны, Герой Советского Союза.

## Биография
Владимир Николаенко родился 2 мая 1920 года в Полтаве (по другим данным — в селе Терешки ныне Полтавского района Полтавской области) в семье железнодорожников.
В 1934 году окончил семилетку и поступил в Полтавский дорожный техникум Южной железной дороги. Обучение в техникуме совмещал с занятиями в аэроклубе. После окончания учёбы в 1939 году был призван в ряды РККА — поступил в Краснодарскую авиашколу. Оттуда был переведён в Таганрогскую военно-авиационную школу имени Валерия Чкалова, где его и застала война .
В боях Великой Отечественной войны с мая 1942 года. За период с мая 1942-го по январь 1944-го, гвардии младший лейтенант Николаенко на самолётах Пе-2 и Пе-3 совершил 90 самолёто-вылетов на разведку объектов, коммуникаций и группировок войск в глубоком тылу противника, обнаружил и сфотографировал 108 аэродромов, 193 железнодорожных узлов и больших станций, 1315 танков, 1840 километров оборонительных рубежей, 2890 вагонов и 6230 автомашин, 56 батальонов пехоты и много других военных объектов. За это время самолёт В. М. Николаенко 24 раза попадал под интенсивный обстрел зенитной артиллерии противника, 13 раз пилот вступал в бои с истребителями противника. Лётчик неоднократно возвращался на свой аэродром на повреждённом самолёте.
В ходе разведывательного полёта во время боёв на Курской дуге Владимир Николаенко обнаружил в районе Роговка-Куракино 490 танков и до 950 автомашин противника. Ценные разведывательные сведения были использованы командованием фронта при разработке плана наступательной операции. 11 марта 1943 года, при выполнении боевого задания в районе Орла, самолёт Николаенко попал под огонь зенитной артиллерии противника. Осколками снарядов был повреждён самолёт, лётчик был ранен в обе руки. Но, несмотря на раны, не теряя самообладания, продолжал разведку. На обратном курсе В. М. Николаенко обнаружил вражеский аэродром, на котором было сосредоточено 60 самолётов противника. После выполнения задания отлично посадил повреждённый самолёт на своем аэродроме и доложил разведывательные данные о расположении войск противника.
За выполнение заданий командования Владимир Николаенко был удостоен орденов Красного Знамени, Отечественной войны 1 степени, медалей.
17 января 1944 года во время выполнения боевого задания самолёт Николаенко был атакован шестью вражескими истребителями. В ходе неравного боя гвардии младший лейтенант Владимир Миронович Николаенко погиб. Похоронен лётчик в посёлке Песковка Бородянского района Киевской области. Указом Президиума Верховного Совета СССР от 13 апреля 1944 года за образцовое выполнение боевых заданий командования по разведке объектов, коммуникаций и группировок войск в глубоком тылу противника и проявленные при этом мужество и героизм гвардии младшему лейтенанту Владимиру Мироновичу Николаенко присвоено звание Героя Советского Союза (посмертно).

## Память
В 1965 году в Полтаве на фасаде здания бывшего техникума транспортного строительства (теперь Полтавский строительный техникум транспортного строительства, пл. Славы, 1), в котором учился Владимир Миронович Николаенко установлена гранитная мемориальная доска. В техникуме действует комната-музей, экспонаты которого рассказывают о жизненном пути и подвиге прославленного земляка.
Фамилия Героя Советского Союза Владимира Николаенко высечено на одной из плит Монументу погибшим землякам в посёлке Лесок в Полтаве. Именем Героя названа одна из улиц.